# Anela
Anela (sardinski: Anèla) je grad i općina (comune) u pokrajini Sassariju u regiji Sardiniji, Italija. Nalazi se na nadmorskoj visini od 446 metara i ima 645 stanovnika.
 Prostire se na 36,89 km2. Gustoća naseljenosti je 17 st/km2.
Susjedne općine su: Bono, Bultei i Nughedu San Nicolò.